# Доњи Чифлик
Доњи Чифлик (буг. Долни чифлик) град је у Републици Бугарској, у источном делу земље, седиште истоимене општине Доњи Чифлик у оквиру Варненске области.

## Географија
Положај: Доњи Чифлик се налази у источном делу Бугарске. Од престонице Софије град је удаљен 445 km источно, а од обласног средишта, Варне град је удаљен 40 km јужно.
Рељеф: Област Доњег Чифлика се налази недалеко од Црног мора, у подручју приобалног побрежја. Град је смештен у омањој долини, на приближно 40 m надморске висине.
Клима: Клима у Доњем Чифлику је континентална.
Воде: Доњи Чифлик се налази на 10-ак километара од обале Црног мора. У подручју постоји и више мањих водотока.

## Историја
Област Доњег Чифлика је првобитно било насељено Трачанима, а после њих овом облашћу владају стари Рим и Византија. Јужни Словени ово подручје насељавају у 7. веку. Од 9. века до 1388. године област је била у саставу средњовековне Бугарске. Тада се насеље са тврђавом називало Овеч.
Крајем 14. века област Доњег Чифлика је пала под власт Османлија, који владају облашћу 5 векова.
Године 1878. град је постао део савремене бугарске државе. Насеље постоје убрзо средиште окупљања за села у околини, са више јавних установа и трговиштем.

## Становништво
По проценама из 2010. године Доњи Чифлик је имао око 7.200 становника. Већина градског становништва су етнички Бугари. Остатак су махом Роми. Последњих деценија град има пораст становништва, везан за туризма на Црном мору.
Претежан вероисповест месног становништва је православље.